# Gieorgij Stacewicz
Gieorgij Michajłowicz Stacewicz (ros. Георгий Михайлович Стацевич, ur. 1898 w Berezie Kartuskiej, zm. 9 sierpnia 1942 w Komijskiej ASRR) – radziecki działacz partyjny.

## Życiorys
Syn rosyjskiego maszynisty, skończył szkołę kolejową, był ślusarzem i pomocnikiem maszynisty, od lutego do września 1917 służył w armii. Od października 1917 członek SDPRR(b), członek Czerwonej Gwardii, w kwietniu-maju 1918 w Armii Czerwonej, później prowadził podziemną działalność w rejonie borznieńskim i niżyńskim, aresztowany przez niemieckie władze okupacyjne, zbiegł, potem pracował w Sztabie Frontu Ukraińskiego. Od kwietnia do czerwca 1919 sekretarz Rady Wojskowo-Rewolucyjnej Frontu Ukraińskiego, od czerwca do sierpnia 1919 sekretarz Kijowskiego Komitetu Obrony, następnie komisarz Sztabu Lewobrzeżnej Grupy Wojsk i sztabu 60 Dywizji Piechoty, od października 1919 do lutego 1920 pracownik Frontowego Biura KC KP(b)U. Od lutego do lipca 1920 zarządzający sprawami KC KP(b)U, od lipca 1920 do sierpnia 1921 członek kijowskiego gubernialnego komitetu żywnościowego, potem komisarz żywnościowy powiatów lipowieckiego, perejasławskiego, skwirskiego i berdyczowskiego, od 1923 do lipca 1926 kierownik okręgowego wydziału finansowego w Berdyczowie, od sierpnia 1926 do lipca 1927 słuchacz kursów powiatowych funkcjonariuszy partyjnych przy KC WKP(b), następnie sekretarz kolegium partyjnego archangielskiej gubernialnej komisji kontroli WKP(b) i przewodniczący tej komisji. Od 19 kwietnia do lipca 1929 przewodniczący Komitetu Wykonawczego Wołogodzkiej Rady Gubernialnej, od 30 lipca 1929 do 20 kwietnia 1930 sekretarz odpowiedzialny Komitetu Okręgowego WKP(b) w Wołogdzie, od listopada 1930 do kwietnia 1931 studiował w Instytucie Czerwonej Profesury, od kwietnia 1931 do maja 1932 zastępca kierownika Wydziału Organizacyjnego Moskiewskiego Komitetu Obwodowego WKP(b), od maja 1932 do lutego 1934 kierownik wydziału kadr tego komitetu. Od lutego 1934 do marca 1935 kierownik Wydziału Rolnego Komitetu Obwodowego WKP(b) w Moskwie, od marca 1935 do kwietnia 1936 I sekretarz sokolniczewskiego komitetu rejonowego WKP(b) w Moskwie, od kwietnia 1936 do maja 1937 I sekretarz kolejowego komitetu rejonowego WKP(b) w Moskwie, od maja do sierpnia 1937 kierownik Wydziału Zarządzania Organami Partyjnymi Komitetu Obwodowego WKP(b) w Moskwie. Od 14 sierpnia do września 1937 szef Wydziału Kadr NKWD ZSRR, od 13 września 1937 p.o. II sekretarza, a od 20 października 1937 do czerwca 1938 p.o. I sekretarza Dalekowschodniego Komitetu Krajowego WKP(b). Deputowany do Rady Najwyższej ZSRR 1 kadencji. 
22 czerwca 1938 aresztowany, 9 lipca 1941 skazany na 8 lat pozbawienia wolności, zmarł w łagrze w Republice Komi. 4 lutego 1956 pośmiertnie zrehabilitowany.